# 烏爾庇婭·塞維莉娜
乌尔庇娅·塞维莉娜（Ulpia Severina）是羅馬皇帝奥勒良的妻子，约270年至275年间为羅馬帝國皇后。塞维莉娜在现存的文学资料中没有被提及，仅通过硬币和铭文才知道她，因此人们对她知之甚少。塞維莉娜皇后有可能在奧勒良遇刺身亡後獨自當政了幾個星期或幾個月（有爭議性），直到元老院選出克勞狄·塔西佗為羅馬皇帝。
因她的名字Ulpia，她被认为可能与皇帝图拉真或篡位者莱利安努斯有亲戚关系，因为他们有相同的姓名，而且也许来自达契亚，这个名字在那里很常见。目前尚不清楚她何时与奥勒良结婚，但可能是在他成为皇帝之前。她可能於公元274年秋天被宣布为奧古斯塔。
奥勒良于275年9月/10月被暗杀，他的继任者克劳狄·塔西佗在经过短暂的空位期（持续了五到十一周）后才被宣布为皇帝。尽管塞維莉娜的钱币是在奥勒良在位後期（274 年至275年）铸造的，但一些历史学家推测某些不寻常的钱币类型与这个短暂的空位期有关，并认为塞維莉娜要么自己短暂地统治了帝国，要么在塔西佗成为皇帝之前，人们对奥勒良的继任者存在困惑，因此铸币厂选择以皇后塞維莉娜的名义铸造钱币。由于没有任何文学资料讨论过塞维丽娜，因此对这些不寻常硬币的任何解释都只能是猜测。

## 早年生活和家庭
由于没有一部现存的文学资料讨论过塞維莉娜，因此人们对她知之甚少。在现存的文献中，唯一提到她的地方是《奧古斯塔史》中对“奥勒良的妻子”的少数提及。12世纪乔安妮斯·佐纳拉斯所著的《历史概要》则称奥勒良娶了割據政權帕米拉帝國女皇芝诺比娅的一个女儿，但这很可能是虚构的故事。她的出生年份不详。通过推测，可以假设塞維莉娜来自達契亞行省或其他多瑙河省份，因为乌尔皮亚这个名字自从图拉真皇以来，一直在那里很常见。历史上，人们一直认为塞維莉娜是一位名叫乌尔皮乌斯·克里尼图斯（Ulpius Crinitus）的男子的女儿，这位人物出现在《奧古斯塔史》中，他是军事和元老院美德的典范，图拉真的后裔和奥勒良的养父。然而，乌尔皮乌斯·克里尼图斯的存在也许是《奧古斯塔史》的发明因为从铭文和钱币中收集到的当代证据并没有提到他。塞維莉娜可能与篡位者莱利安努斯（Ulpius Cornelius Laelianus）有关。
她何时嫁给奥勒良尚不清楚，可能是在他成为皇帝之前 ，而且她作为皇后的角色和她的政治影响力也无人知晓。关于塞維莉娜的唯一可靠证据是少量的铭文和硬币，这些铭文和硬币证实了她是奥勒良的妻子，并且拥有奧古斯塔的头衔。仅有两枚已知硬币没有奧古斯塔这个头衔，而是将她的头衔改为。这些可能是在她成为奧古斯塔之前铸造的。完整的硬币称她为（烏爾庇婭·塞維莉娜·奥古斯塔夫人，军营之母、元老院之母、祖国之母”）。一些铭文也将她称为（虔诚的奧古斯塔）。塞維莉娜似乎也被神化了，因为有些硬币把她描绘成diva没有硬币将塞維莉娜头衔为奧古斯塔可以追溯到274年之前，而且她可能不是奧古斯塔一直持续到那年秋天，大概是8月29日左右，这一天恰逢皇帝奥勒良的凯旋回歸，庆祝割據政權帕米拉帝国和高卢帝国的戰敗和帝國重新統一，大致結束三世紀危機。
274年秋季以后，纪念塞維莉娜的硬币与纪念奥勒良的硬币同时发行；有些硬币上刻有两人的侧面像。硬币上的塞維莉娜的形象很符合那个时代的典型：辫子般的头发在脑后高高盘起，表情严肃。通常情况下，她的硬币上都会刻有罗马神話的女神祇康科迪亚，但有些硬币上则会刻有女神维纳斯和朱诺，这两个女神是羅馬皇后的标准神祇。 275年奥勒良被暗杀后，塞維莉娜仍然幸存下来 ，但她的去世日期不详。奥勒良和塞維莉娜有一个女儿，但她的名字不详。

## 皇太后

### 空位期

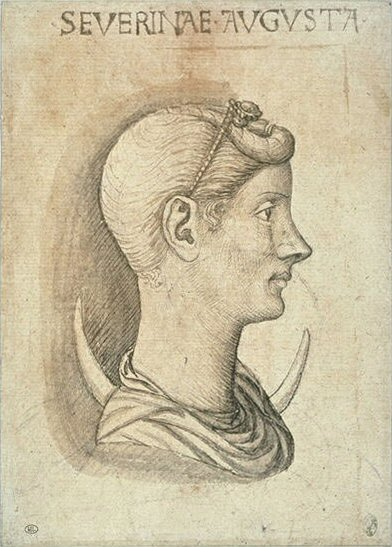
15世纪根据塞維莉娜的硬币绘制的塞維莉娜肖像

奧勒良于275年9月或10月駐紮在色雷斯準備攻打波斯時被暗杀 ，他的秘书艾洛斯害怕因撒了一个小谎而受到惩罚，便偽造了一封奧勒良的文書，開列出皇帝即將下令處決的多位軍官名字，艾洛斯將這封文書交給這些軍官，使得這些包括禁衛軍的軍官惶恐不已，決定鋌而走險殺死了奧勒良。身為軍人的奧勒良很受軍隊歡迎，他是前任皇帝哥德征服者克勞狄二世的戰友，因此軍隊發現真相後非常後悔並殘忍地處死了艾洛斯。奥勒良的继任者克劳狄·塔西佗于11月或12月被宣布为羅馬皇帝。从历史上看，包括爱德华·吉本在内的许多学者都认为，奧勒良和塔西佗之间的“空位期”要长得多，因为《奧古斯塔史》和奥雷利乌斯·维克托在4世纪的著作中则指出，奧勒良去世和塔西佗掌权之间的间隔持续了6个月。根据他们的记载，这一时期色雷斯行省的军队担心自己参与了奥勒良的暗杀，而罗马元老院则一再互相推辭。
今天，这一说法被绝大多数人驳斥认为它不可信，因为《奧古斯塔史》给出的日期和只有当奥勒良于275年初去世，塔西佗于9月成为皇帝时，维克多的说法才成立，但这与现存的证据不符。埃及当代文献表明，该间隔最多只有10或11個星期，甚至可能只有5個星期。如果考虑到奥勒良去世的消息传到意大利本土，以及从那里传到整個帝国所需的时间，那么所谓的空位期间隔其实非常短暂。12世纪历史学家乔安妮斯·佐纳拉斯所著的《历史概要》提到了奥勒良和塔西佗之间的“空位期”，但他很可能使用了 4世纪的《皇帝历史》作为来源，其中“空位期”一词更可能指的是奥勒良和普罗布斯之间的时间，并将短暂在位的皇帝塔西佗和弗洛里安努斯视为“空位期的摄政王”。其他古代历史学家，如尤西比乌斯，有时也认为塔西佗和弗洛里安努斯无足轻重。尽管人们认为长期的空位期纯属幻想，而且也没有确凿的证据证明存在长期空位期，但许多历史学家仍然相信存在某种短暂的空位期，并经常引用虚假的钱币证据。一些曾被认为是奥勒良和塔西佗时期铸造的硬币，上面刻有，有时还有字母（这被解释为表明罗马元老院在奥勒良和塔西佗之间接管了政府）。

### 帝國女皇說法

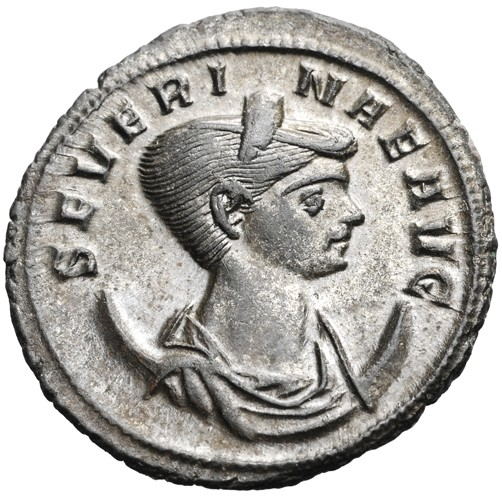
塞維莉娜的硬币

一些支持奥勒良和塔西佗之间存在空位期观点的学者转而仅根据钱币证据进行推测，认为在塔西佗成为皇帝之前，罗马帝国至少在名义上是由塞維莉娜统治的。尽管许多钱币学家认为塞維莉娜的作為事實上最高領導人毫无疑问，但这只是猜测，而且由于这一解释只是基于对某些钱币的解释而文献资料对此事只字未提，因此人们对这一解释存在严重怀疑。由于奥勒良统治末期塞維莉娜铸造的钱币数量不断增加，有人认为奥勒良死后也铸造了一些塞維莉娜的钱币。但奥勒良传记作者阿拉里克·沃森驳斥了这种说法，因为他认为这种说法更多的是出于想找到据称可以追溯到空位期的钱币的愿望，而不是钱币的实际特征。根据钱币学家大卫·L·瓦吉 (David L. Vagi) 的说法，塞維莉娜统治帝国一段较长的空位期“似乎没有历史事实依据”，尽管在奥勒良去世和塔西佗继位之间的几周内，她的硬币可能在几家铸币厂发行。
最普遍的说法是，塞維莉娜担任帝国统治者期间铸造的硬币上刻有字样并描绘了女神康科迪亚手持两面军团旗帜，这被解读为塞維莉娜或许正在努力维持羅馬士兵的忠诚。没有发行以奥勒良的名字命名的类似硬币，一些人认为这些硬币是在他死后铸造的。安条克铸造的这种硬币更加不寻常，因为它们将塞維莉娜命名为（最幸運的奧古斯塔）。少数硬币上还刻有字样。这是單数的（Augusta/Augustus）而不是复数（Augusti）这一细节引人注目，或许暗示着它们是在塞維莉娜作为唯一统治者时期铸造的。尽管它们极不寻常，但将这些硬币归因于奥勒良死后的问题在于，大多数人都认为这些硬币是在安条克、罗马和提契诺铸造的，而不是在巴尔干半岛和其他东部城市铸造的（这些城市从未以塞維莉娜的名义铸造过任何硬币，但却是第一个得知奥勒良去世消息的地方）。塞維莉娜的一些硬币可能是在奥勒良死后铸造的，但这本身并不一定意味着她凭借女皇的权利统治，也可能是因为在指定奥勒良的继任者时花费了时间，导致了一段时间的混乱，因此一些铸币厂只是继续铸造承认塞維莉娜的硬币。

## 参見
- 伊琳娜女皇：拜占庭帝國首位單獨執政的女皇（797年至802年），與塞維莉娜幾個星期或幾個月的空位期相似